# Chelmsfords stift
Chelmsfords stift (engelska: Diocese of Chelmsford) är ett stift inom Engelska kyrkan, som omfattar Essex och fem London boroughs: Barking and Dagenham, Havering, Newham, Redbridge och Waltham Forest (alla traditionellt en del av Essex). Katedralen i Chelmsford används som biskopssäte.

## Historik
Stiftet upprättades den 23 januari 1914 genom att området bröts ut ur Saint Albans stift.
Den 4 september 2021 installerades Guli Francis-Dehqani som ny biskop av Chelmsfords stift. Hon utsågs redan 17 december 2020, och hade verkat i rollen som biskop electa sedan 19 april 2021.